# Gefecht um Halle
Frühjahrsfeldzug 1813
Lüneburg – Möckern – Halle – Großgörschen – Gersdorf – Bautzen – Reichenbach – Nettelnburg – Haynau – Halberstadt – Luckau
Herbstfeldzug 1813

Großbeeren – Katzbach – Dresden – Hagelberg – Kulm – Dennewitz – Göhrde – Altenburg – Wittenberg – Wartenburg – Liebertwolkwitz – Leipzig – Torgau – Hanau – Hochheim – Danzig
Winterfeldzug 1814

Épinal – Colombey – Brienne – La Rothière – Champaubert – Montmirail – Château-Thierry – Vauchamps – Mormant – Montereau – Bar-sur-Aube – Soissons – Craonne – Laon – Reims – Arcis-sur-Aube – Fère-Champenoise – Saint-Dizier – Claye –  Paris
Sommerfeldzug von 1815

Quatre-Bras – Ligny – Waterloo – Wavre – Paris
Das Gefecht von Halle ereignete sich am 2. Mai 1813 während des Frühjahrsfeldzugs von 1813 im Rahmen der beginnenden Befreiungskriege. Ein preußisches Korps unter Friedrich Wilhelm von Bülow nahm hierbei das von einer französischen Garnison besetzte Halle an der Saale ein.

## Vorgeschichte

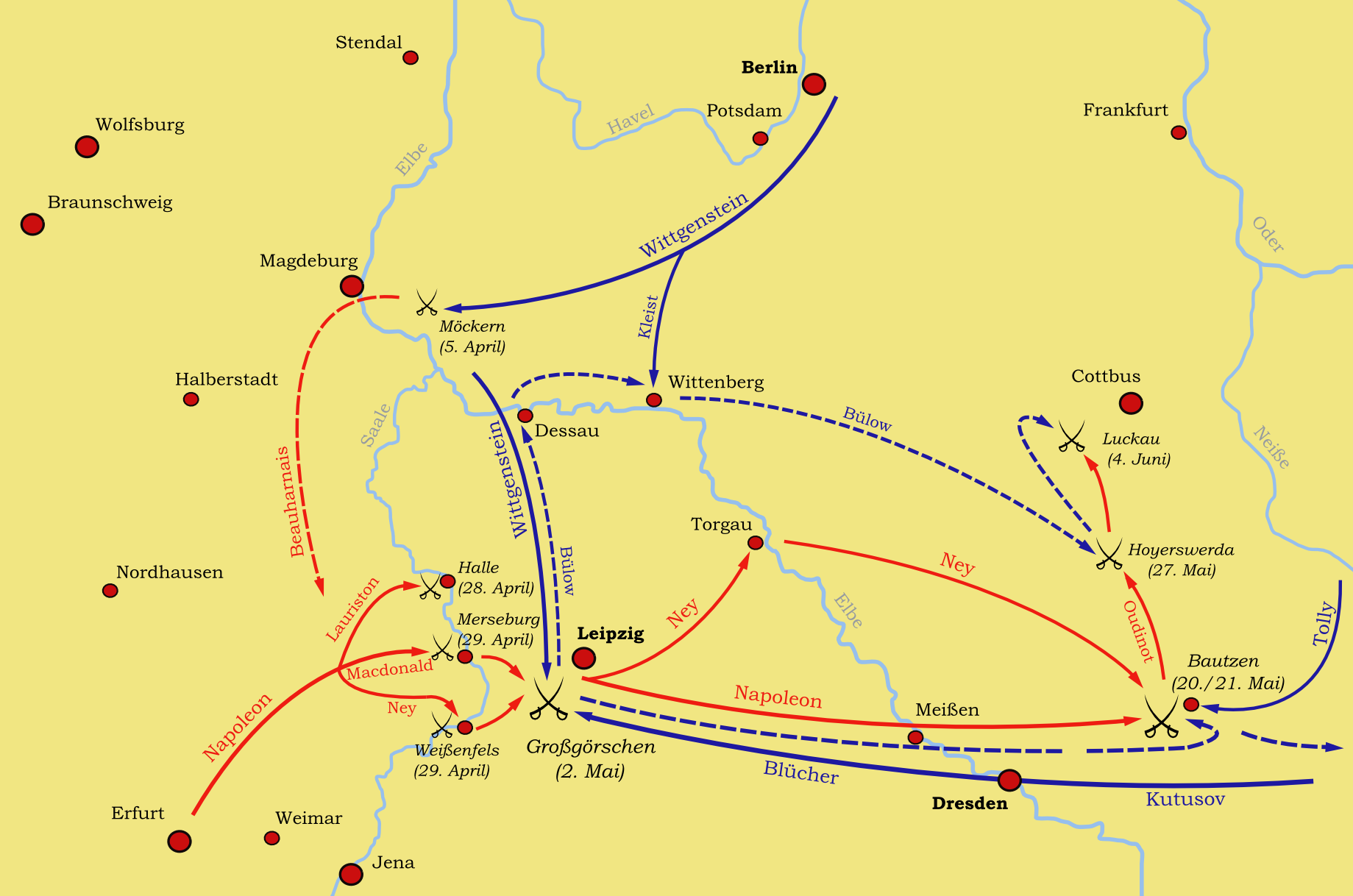
Karte zum Feldzugsverlauf im Frühjahr 1813

Nach der Niederlage der Grande Armée im Russlandfeldzug von 1812 schloss Ludwig Yorck von Wartenburg auf Drängen seiner Offiziere am 30. Dezember 1812 in der Konvention von Tauroggen mit dem russischen General Diebitsch eine Vereinbarung, die das Ausscheiden Preußens aus dem Krieg gegen Russland bedeutete. Dies geschah, ohne die erbetene Zustimmung König Friedrich Wilhelm III. erhalten zu haben.
Am 27. Februar 1813 wurde das preußisch-russische Militärbündnis von Kalisch abgeschlossen. Generalfeldmarschall Ludwig Adolf Peter zu Sayn-Wittgenstein ging dann mit dem preußischen Armeekorps unter Yorck von Wartenburg zusammen. Wittgenstein zog am 11. März in Berlin ein, Yorck folgte am 17. März. Von dort wurde Wittgenstein nach dem Tod Kutusows zur Hauptarmee der Verbündeten gerufen, die bis zum 7. April bei Kalisch verblieb, um den Oberbefehl zu übernehmen.
Nach der Einnahme Berlins befreiten die Russen unter Wittgenstein Hamburg, Lübeck und die Gebiete an der Niederelbe. Das etwa 10.000 Mann starke Korps von Friedrich Wilhelm Bülow von Dennewitz führte im Frühjahrsfeldzug vom Hauptgeschehen abgesonderte Kämpfe. So wurden seine Truppen zunächst mit der Belagerung von Magdeburg beauftragt. Nachdem Wittgenstein über die Elbe gegangen war, wurde das Korps angewiesen, den Elbübergang bei Roßlau und die Straßen nach Berlin zu decken und die Verbindung zwischen den Belagerungskorps von Wittenberg und Magdeburg zu halten. Darüber hinaus musste er das von den Franzosen besetzte Halle (Saale) einnehmen.
Am 28. April hatte das 10.000 Mann starke französische Korps unter General Lauriston einen Angriffsversuch gegen Halle durchgeführt. Dieses war von Generalleutnant Friedrich von Kleist mit etwa 5.000 Mann besetzt worden. Die Angriffe konnten an diesem Tag abgeschlagen werden. Nachdem ein französischer Angriff auf das benachbarte Merseburg nach wechselvollen Kämpfen siegreich für die Franzosen geendet war und diese die Stadt eingenommen hatten, musste auch Kleist Halle räumen, da sonst eine Umfassung drohte. Halle wurde danach sofort von Truppen Lauristons besetzt.

## Verlauf
Die französische Besatzung, die am 30. April 1813 eingerückt war, bestand aus vier Bataillonen des 135. Linieninfanterieregiments der 19. Division Rochambeau des 5. Armeekorps von Lauriston, sowie 6 Geschützen. Die preußische Angriffsmacht setzte sich aus 4½ ostpreußischen Bataillonen, einer Jägerkompanie, 9 Schwadronen Kavallerie und 3 Artilleriebatterien mit 24 Geschützen zusammen, eine Streitmacht von 5000 Mann, die den französischen Truppen numerisch überlegen waren.
Von Bülow erschien vormittags am 2. Mai vor Halle und begann um 6 Uhr den Angriff auf die nördliche Vorstadt, die eingenommen werden konnte, da die Franzosen von dem Überfall völlig überrascht waren. Erst bei den nördlichen Toren der Stadt begann sich ein Schützengefecht zu entwickeln. Nach einem mehrstündigen Gefecht an den Toren konnten diese genommen werden. Nach hohen Verlusten der Franzosen flüchteten diese über die Saalebrücke auf der Straße nach Lauchstädt. 432 Franzosen wurden gefangen genommen, sowie 3 Geschütze und 350 Gewehre erobert.

## Folgen
Durch die Niederlage in der Schlacht bei Großgörschen blieb der Sieg in diesem Gefecht nahezu ohne Bedeutung. So musste von Bülow sehr bald seine Truppen zurücknehmen, um die Mark Brandenburg und Berlin vor den vorrückenden Franzosen, die bei Torgau und Wittenberg über die Elbe gingen, zu schützen. Zu einem französischen Vorstoß gegen die Mark kam es aber nicht. Marschall Michel Ney zog nach Bautzen zur Verstärkung Napoleons ab.